# Harasztifalu

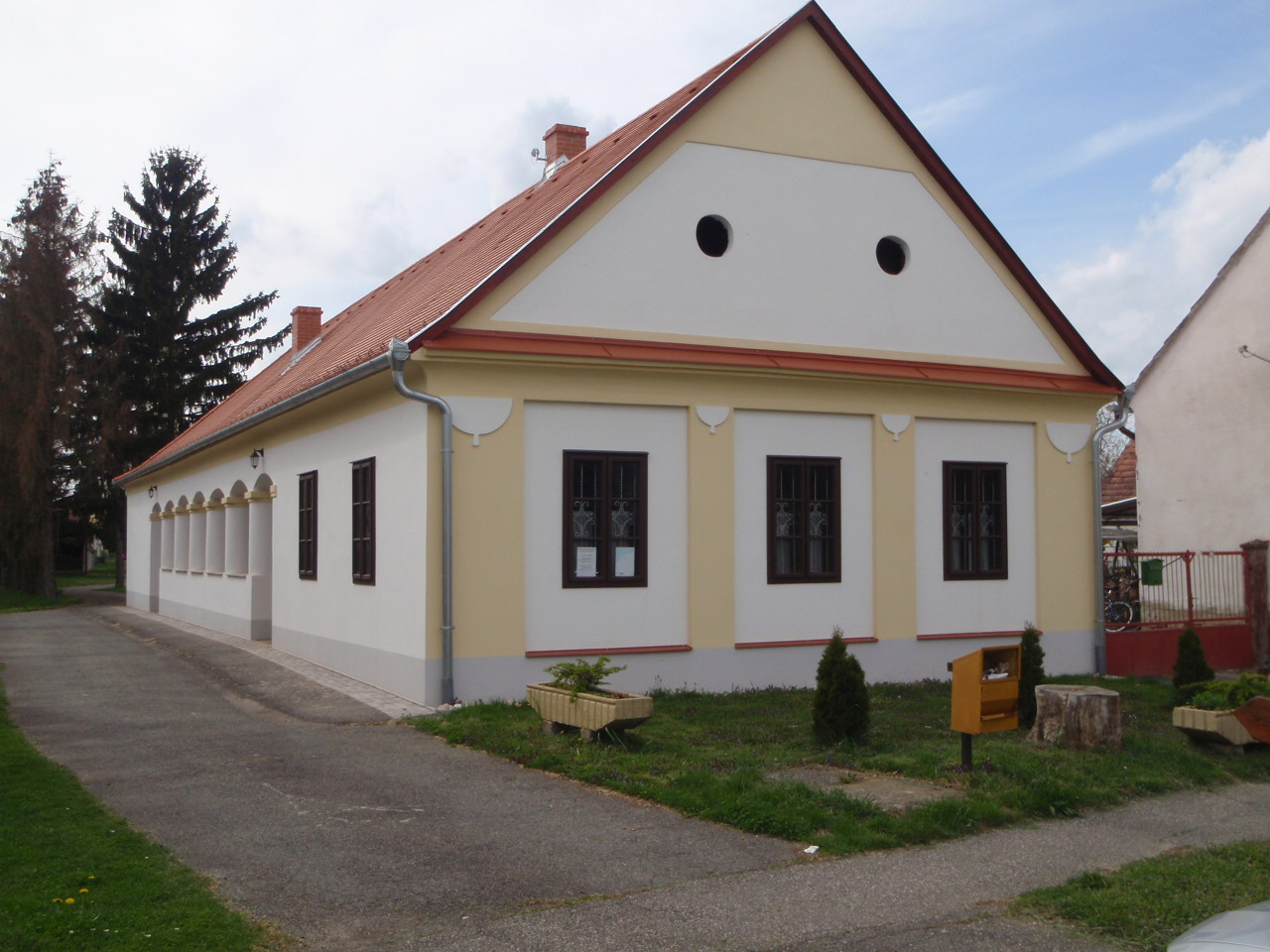
Volt iskola, ma helytörténeti gyűjtemény

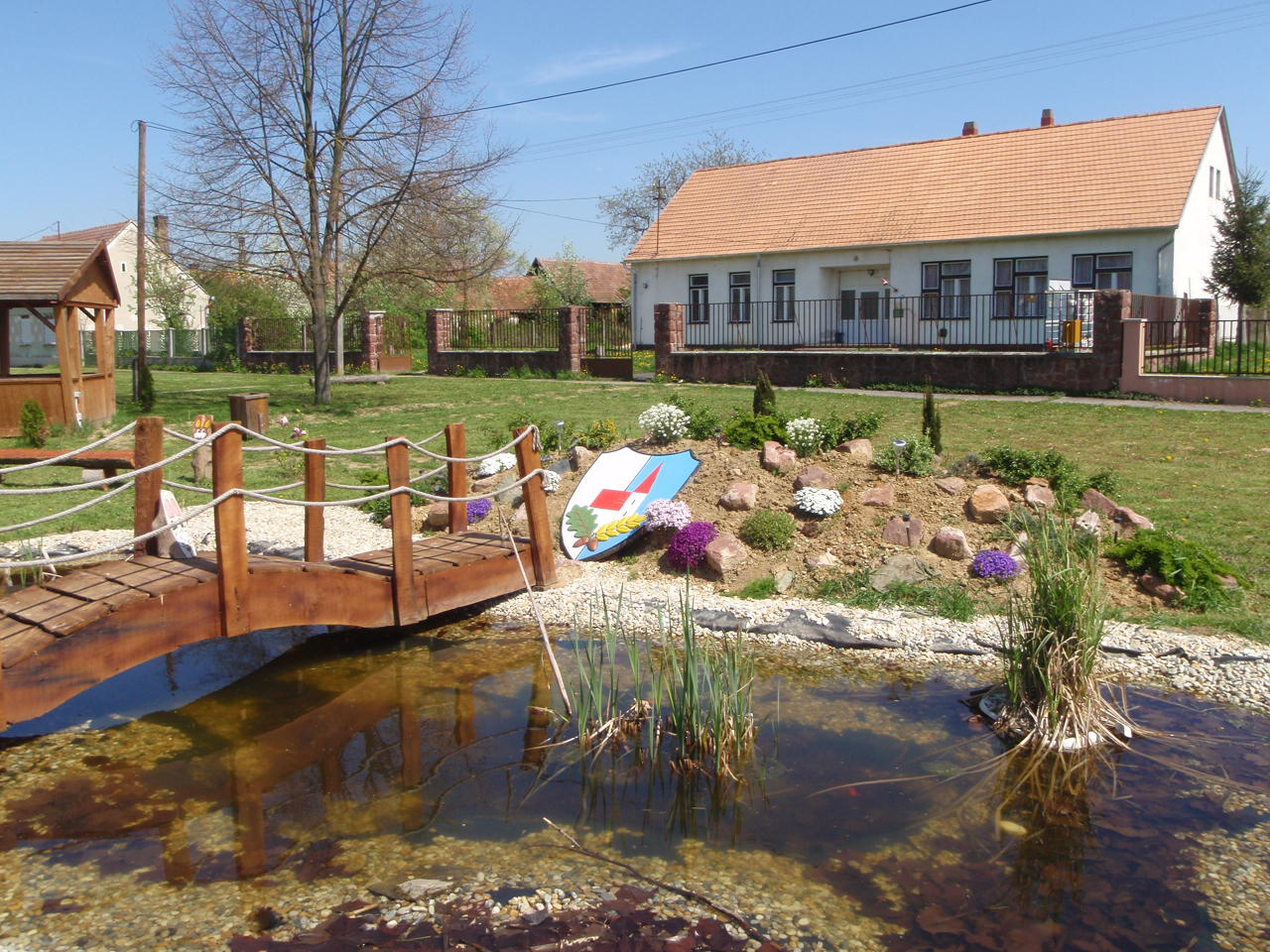
Könyvtár

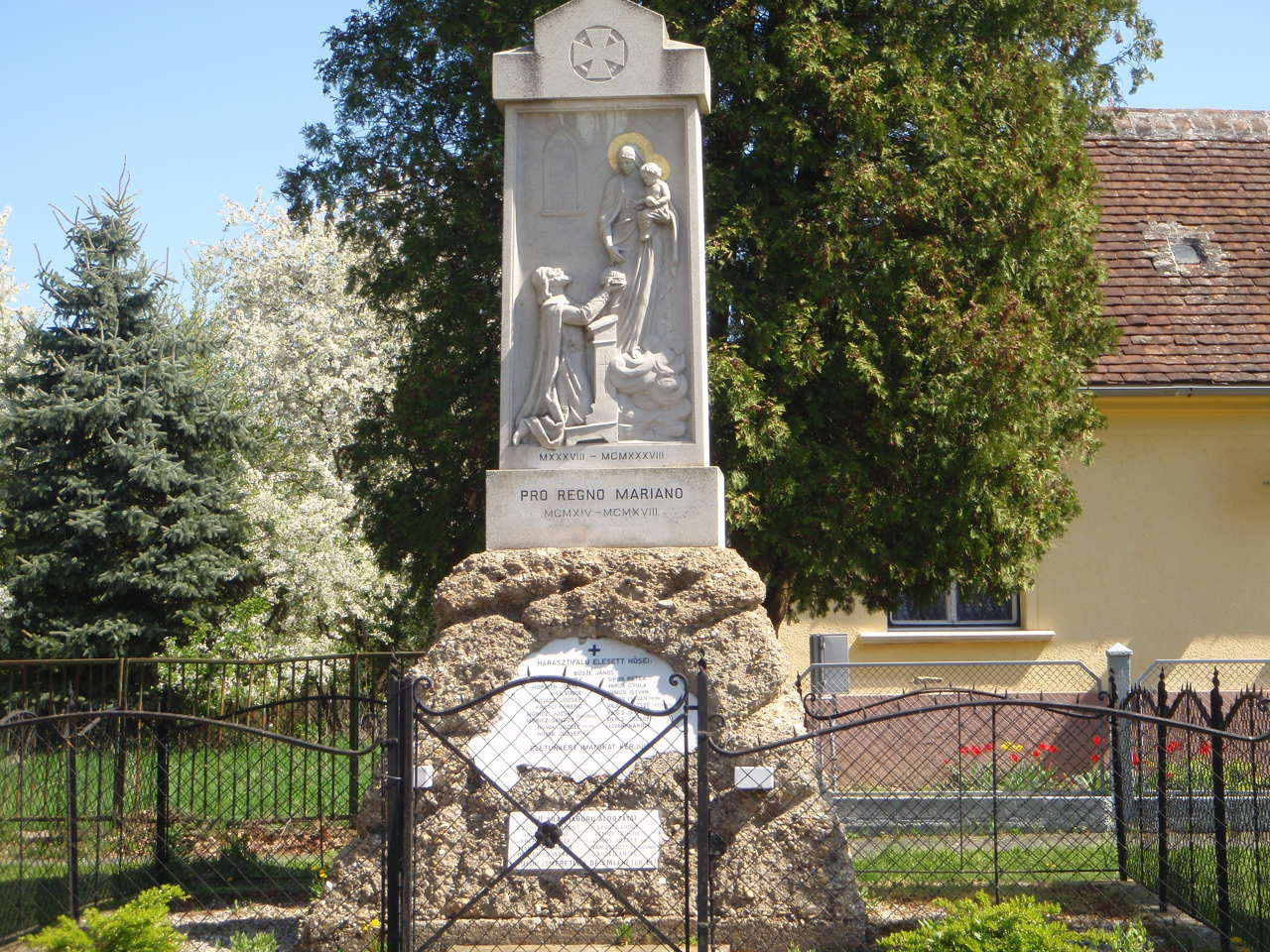
Világháborús emlékmű

Harasztifalu (németül: Harastin) község Vas vármegyében, a Körmendi járásban.

## Fekvése
Az osztrák határ közelében helyezkedik el, nyugati határszélét az államhatártól alig egy kilométernyi távolság választja el.
A szomszédos települések: észak felől Nagykölked, északnyugat felől Rádóckölked, délkelet felől Körmend, dél felől a városhoz tartozó Felsőberkifalu, délnyugat felől Magyarnádalja és Vasalja, északnyugat felől pedig Szentpéterfa.

### Megközelítése
Csak közúton érhető el, a Körmendet a megyeszékhely Szombathely térségével összekötő 8707-es úton.

## Közélete

### Polgármesterei
- 1990–1994: Vámos László (független)[3]
- 1994–1998: Vámos László (független)[4]
- 1998–2002: Vámosné Marksz Mária (független)[5]
- 2002–2006: Vámosné Marksz Mária (független)[6]
- 2006–2010: Vámosné Marksz Mária Margit (független)[7]
- 2010–2014: Vámosné Marksz Mária Margit (független)[8]
- 2014–2019: Vámosné Marksz Mária Margit (független)[9]
- 2019–2024: Vámosné Marksz Mária (független)[10]
- 2024– : Mészáros Imre (független)[1]

## Népesség
A település népességének változása:
| Lakosok száma | 152  | 153  | 157  | 171  | 188  | 191  | 180  |
|               | 2013 | 2014 | 2015 | 2021 | 2022 | 2023 | 2024 |

A 2011-es népszámlálás során a lakosok 92,6%-a magyarnak, 0,7% németnek, 1,4% románnak, 0,7% ukránnak mondta magát (7,4% nem nyilatkozott; a kettős identitások miatt a végösszeg nagyobb lehet 100%-nál). A vallási megoszlás a következő volt: római katolikus 73,6%, református 7,4%, evangélikus 0,7%, felekezet nélküli 3,4% (14,2% nem nyilatkozott).
2022-ben a lakosság 88,8%-a vallotta magát magyarnak, 2,7% németnek, 1,6% horvátnak, 1,1% egyéb, nem hazai nemzetiségűnek (11,2% nem nyilatkozott; a kettős identitások miatt a végösszeg nagyobb lehet 100%-nál). Vallásuk szerint 41% volt római katolikus, 4,8% református, 0,5% izraelita, 1,6% egyéb katolikus, 6,4% felekezeten kívüli (45,7% nem válaszolt).

## Nevezetességei
- Völgyes Ferenc Helytörténeti Gyűjtemény - Fő utca 48. A XIX. századi műemlék jellegű egykori iskolaépületben a volt tanító által összegyűjtött tárgyakból összeállított kiállítás a község szülöttének és helytörténészének nevét viseli.
- Szent László király római katolikus templom, amely 1785-ben épült. A templom körül helyezkedik el a falu temetője.